# Acacia sinuata
Acacia sinuata là một loài thực vật có hoa trong họ Đậu. Loài này được (Lour.) Merr. miêu tả khoa học đầu tiên.